# Lâu đài Kwidzyn
Lâu đài Kwidzyn (tiếng Đức: Burg Marienwerder) là một lâu đài gothic bằng gạch lớn ở thị trấn Kwidzyn, Ba Lan. Đó là một ví dụ về kiến trúc lâu đài của Hiệp sĩ Teutonic.

## Mô tả
Lâu đài nằm bên đường Gdańska (Ulica Gdańska ở Ba Lan) ở Kwidzyn. Lâu đài này được sử dụng như một nhà thờ cho người Pomesanians, người xây dựng nó vào đầu thế kỷ XIV- trong một diện tích hình vuông với một sân trong và tháp canh giữ hình vuông ở các góc của lâu đài hình vuông; và một dansker được hỗ trợ bởi năm mái vòm. Vua Władysław II Jagiełło tiếp quản lâu đài, trong khi chiến đấu chống lại Hiệp sĩ Teutonic vào năm 1410. Hòa bình thứ hai của Toruń đã nhượng lại lâu đài cho các Hiệp sĩ Teutonic.
Trong các chiến dịch Deluge thế kỷ XVII, người Thụy Điển đã phá hủy một phần lâu đài. Chính quyền Prussian đã ra lệnh giải mã một phần lâu đài vào thế kỷ XVIII. Vào năm 1855-1875, lâu đài đã được xây dựng lại.

Hiện tại, cánh phía tây bắc và phía tây được bảo tồn là Chi nhánh của Bảo tàng Lâu đài ở Malbork (Oddział Muzeum Zamkowego w Malborku ở Ba Lan). Dansker lớn nhất và một cái giếng có mái hiên cũng đã được bảo tồn. 

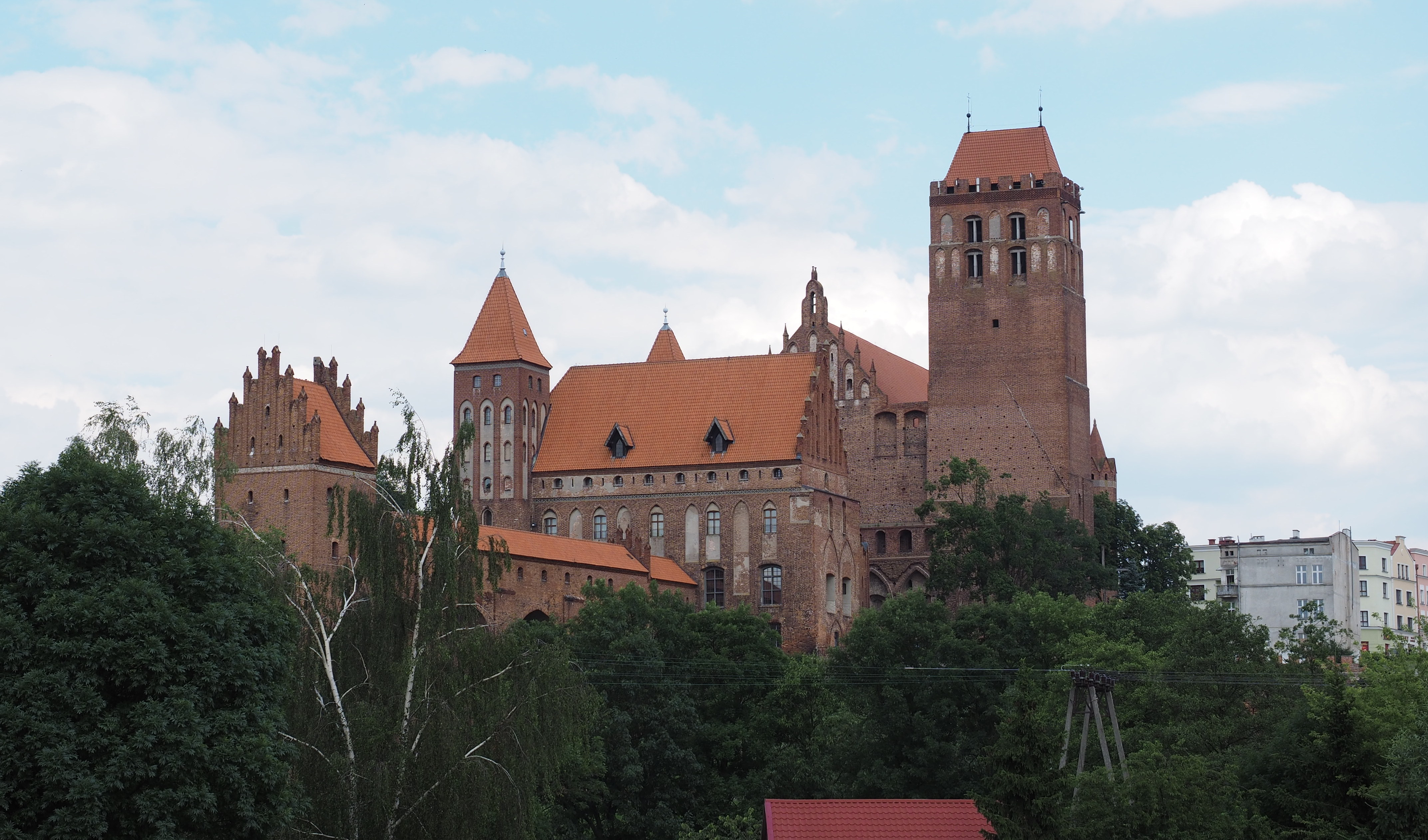
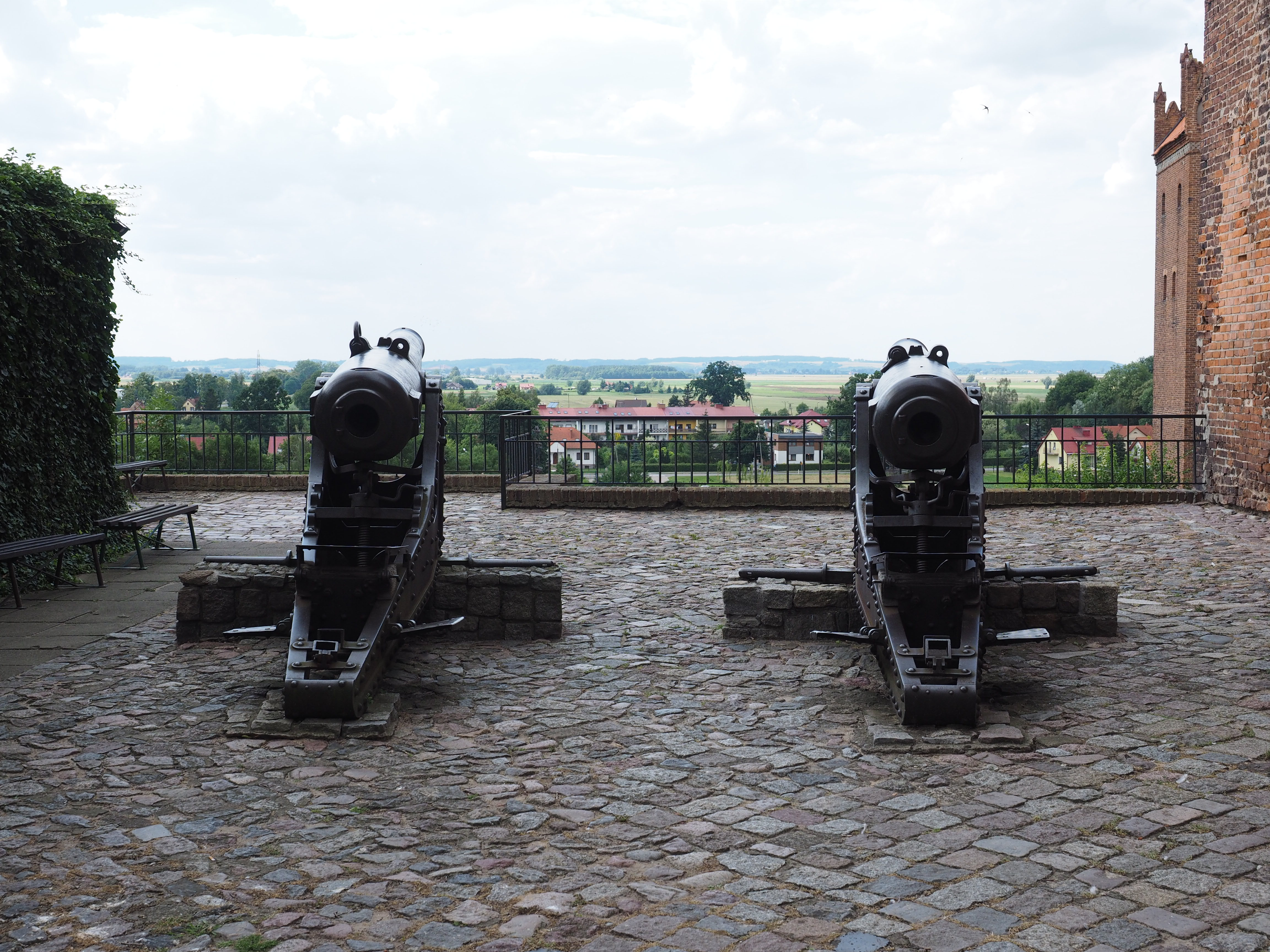
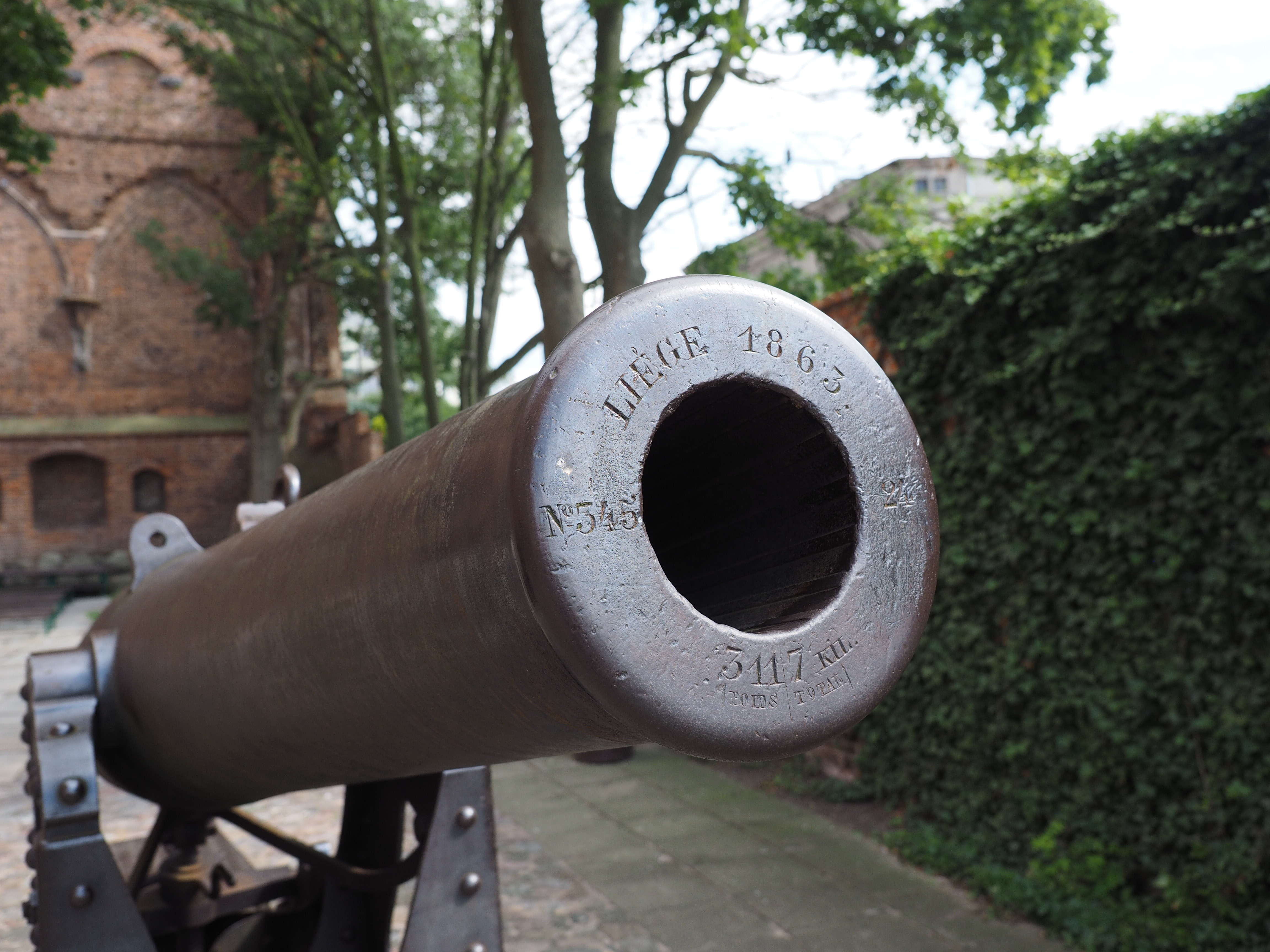
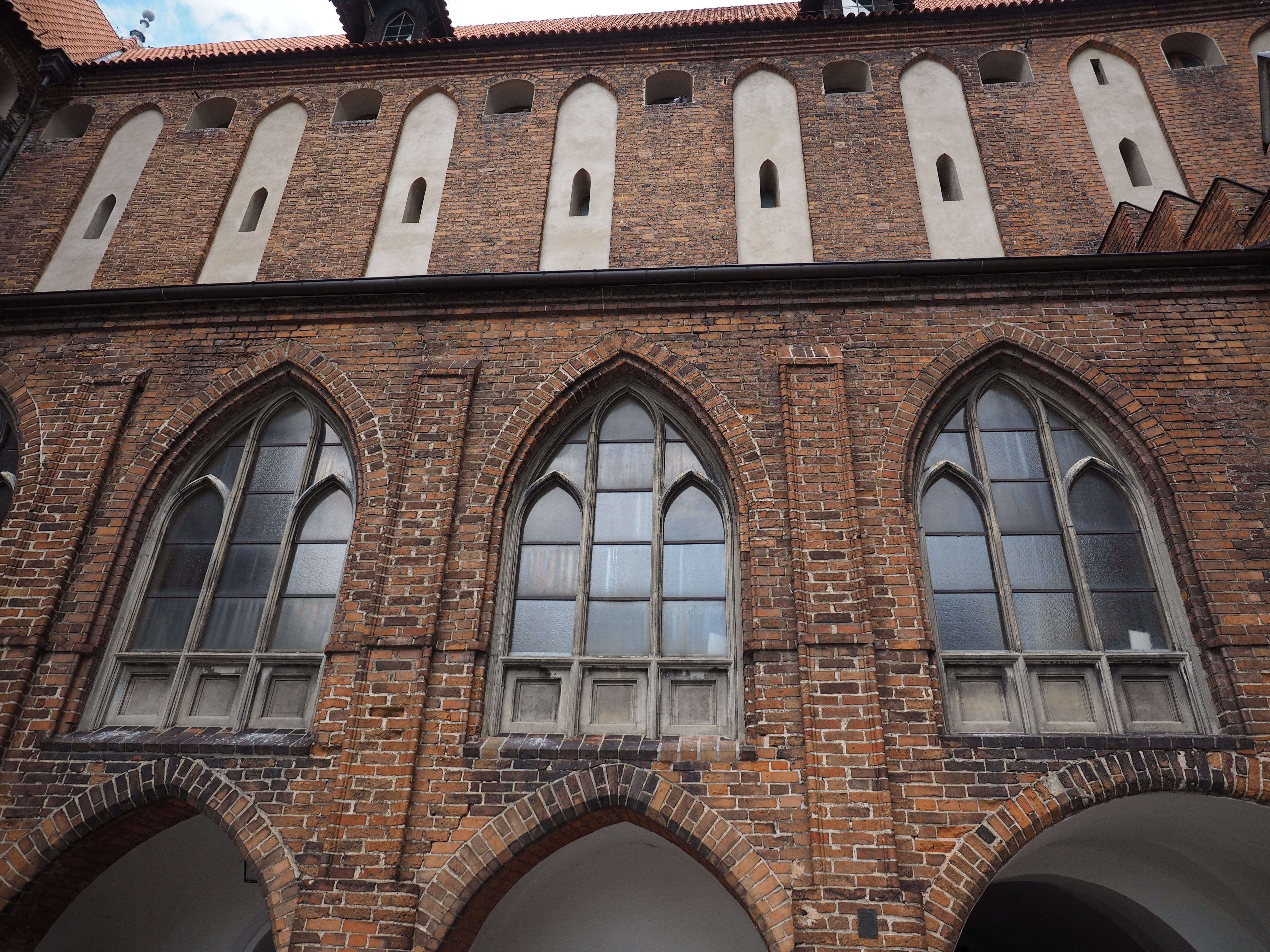
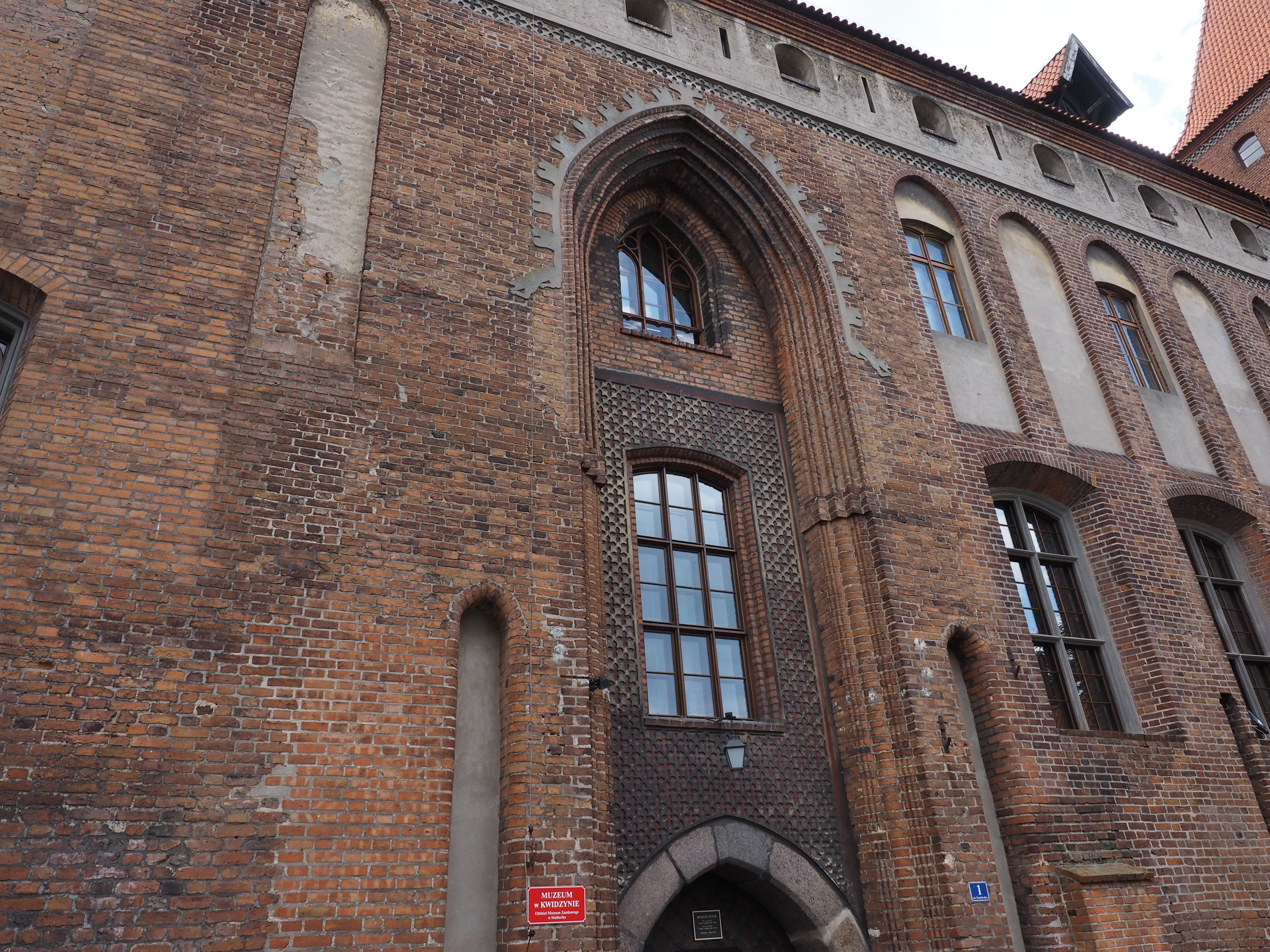